# Варгас, Чавела
Чаве́ла Ва́ргас (исп. Chavela Vargas, урождённая Исабель Варгас Лисано (исп. Isabel Vargas Lizano); 17 апреля 1919 — 5 августа 2012) — мексиканская певица, исполнительница песен в стиле «ранчера» (исп. canción ranchera).

## Биография
Родилась в Коста-Рике, в детстве болела полиомиелитом и практически ослепла. Была вылечена индейскими шаманами.
В возрасте 17 лет уехала в Мексику в поисках возможностей развития своей творческой карьеры. На протяжении многих лет выступала в барах, кабаре и в самых престижных клубах Мексики. В возрасте 35 лет стала профессиональной певицей, лидером целого музыкального направления.
Прославилась на весь мир, в 1940—1950 годах выступала в США и Европе, была близко знакома с ведущими, актёрами и музыкантами Голливуда.
В 1961 году записала свой первый альбом (с тех пор выпущено более 80 различных дисков). За свой традиционный сценический образ получила прозвище женщина в красном пончо (La Mujer del Poncho Rojo). В конце 1960-х почти на два десятилетия исчезла со сцены, жила в Мексике.
В 1990 году вернулась к творчеству. Объездила с гастролями всю Европу и Америку, триумфально выступала в лучших концертных залах планеты: Олимпия (Париж, 1995), Карнеги-Холл (Нью-Йорк, 2003), Дворец Музыки (Барселона, 1993, 1996, 1998, 2000, 2004), Театр Искусств (Мехико, 2001) и др. В 2001 году за свою творческую деятельность удостоена высшей королевской награды Испании (Gran Cruz de la Orden de Isabel la Católica). В 2002 году ассоциация шаманов Латинской Америки по представлению шаманов племени уичоль присвоила Чавеле Варгас звание почётного шамана.
Варгас связывали тесные личные отношения с известной мексиканской художницей Фридой Кало. Чавела жила вместе с ней в одном доме 4 года, но потом, как говорила певица:

Однажды я сказала ей, что когда-нибудь всё же её оставлю. Может мои слова сильно ранили её, и она сказала: «Да, Чавела. Тебя не удержать ни в чьей жизни. Тебя не привязать к моей кровати, к моим костылям… Уходи.» — и в один прекрасный день я открыла ворота и никогда не возвращалась.
Чавела Варгас снялась и записала музыку для фильмов известного испанского режиссёра Педро Альмодовара. Снялась и исполнила две ведущие музыкальные темы фильма «Фрида», посвящённого судьбе Фриды Кало.
Снялась в фильмах Крик камня немецкого режиссёра Вернера Херцога, La soldadera мексиканского режиссёра Хосе Боланьоса, в мексиканском телевизионном сериале Premier Orfeon.
О жизни и судьбе Чавелы Варгас снято несколько документальных фильмов.
Имя Чавелы Варгас часто связывают с развитием в испаноязычном мире движения за права женщин. Почти всю жизнь певица не говорила о своей сексуальной ориентации, общество этого не одобряло. Но в возрасте 81 года певица заявила о том, что она лесбиянка и никогда в жизни не спала с мужчинами.
В 2002 году в Испании вышла книга воспоминаний Чавелы Варгас И если хотите знать о моем прошлом (Y si quieren saber de mi pasado, издательство Aguilar, Мадрид), мгновенно вошедшая в список бестселлеров. CD, DVD и видео со студийными и концертными записями певицы изданы миллионными тиражами крупнейшими мировыми студиями звукозаписи (Warner Music, Sony Int’l, Orfeon Records, Atlantic, Tropical Music, Wea International, Sum Records Brasil и др.)
В городе Бургос (древняя столица Испании, провинция Кастилия и Леон) именем Чавелы Варгас названа улица.
Чавела Варгaс дала последний концерт в Мадриде 10 июня 2012 года. 5 августа 2012 года она умерла в мексиканском городе Куэрнавака в возрасте 93 лет.

## Дискография
- Piensa en mí, 1991
- Boleros, 1991
- Sentimiento de México (vol. 1), 1995
- De México y del mundo, 1995
- Le canta a México, 1995
- Volver, volver, 1996
- Dos, 1996
- Grandes Momentos, 1996
- Colección de Oro, 1999
- Con la rondalla del amor de Saltillo, 2000
- Para perder la cabeza, 2000
- Las 15 grandes de Chavela Vargas, 2000
- Grandes éxitos, 2002
- Para toda la vida, 2002
- Discografía básica, 2002
- Antología, 2004
- Somos, 2004
- Macorina, 2004
- En Carnegie Hall, 2004
- La Llorona, 2004